# Spaniens Grand Prix 2000
Spaniens Grand Prix 2000 var det femte av 17 lopp ingående i formel 1-VM 2000.

## Resultat
1. Mika Häkkinen, McLaren-Mercedes, 10 poäng
2. David Coulthard, McLaren-Mercedes, 6
3. Rubens Barrichello, Ferrari, 4
4. Ralf Schumacher, Williams-BMW, 3
5. Michael Schumacher, Ferrari, 2
6. Heinz-Harald Frentzen, Jordan-Mugen Honda, 1
7. Mika Salo, Sauber-Petronas
8. Ricardo Zonta, BAR-Honda
9. Giancarlo Fisichella, Benetton-Playlife
10. Alexander Wurz, Benetton-Playlife
11. Eddie Irvine, Jaguar-Cosworth
12. Jarno Trulli, Jordan-Mugen Honda
13. Johnny Herbert, Jaguar-Cosworth
14. Marc Gené, Minardi-Fondmetal
15. Gaston Mazzacane, Minardi-Fondmetal
16. Nick Heidfeld, Prost-Peugeot
17. Jenson Button, Williams-BMW

### Förare som bröt loppet
- Jos Verstappen, Arrows-Supertec (varv 25, växellåda)
- Jacques Villeneuve, BAR-Honda (21, hydraulik)
- Jean Alesi, Prost-Peugeot (1, kollision)
- Pedro de la Rosa, Arrows-Supertec (1, kollision)
- Pedro Diniz, Sauber-Petronas (0, snurrade av)

## VM-ställning
| Förarmästerskapet 1. Michael Schumacher, Ferrari, 36 2. Mika Häkkinen, McLaren-Mercedes, 22 3. David Coulthard, McLaren-Mercedes, 20 | Konstruktörsmästerskapet 1. Ferrari, 49 2. McLaren-Mercedes, 42 3. Williams-BMW, 15 |